# Tommy Kristiansen
Tommy Kristiansen (* 26. Mai 1989 in Sarpsborg) ist ein norwegischer Eishockeyspieler, der seit 2019 erneut bei den Stavanger Oilers in der GET-ligaen unter Vertrag steht.

## Karriere
Tommy Kristiansen begann seine Karriere als Eishockeyspieler in seiner Heimatstadt in der Nachwuchsabteilung von Sparta Sarpsborg, für dessen Profimannschaft er von 2005 bis 2011 in der GET-ligaen, der höchsten norwegischen Spielklasse, aktiv war. Im gleichen Zeitraum kam er zudem zu insgesamt 23 Einsätzen für die zweite Mannschaft von Sparta Sarpsborg in der zweiten norwegischen Spielklasse, der 1. divisjon. In der Saison 2010/11 gewann der Flügelspieler mit seiner Mannschaft den norwegischen Meistertitel. 
Nachdem Kristiansen auch die Saison 2011/12 bei Sparta Sarpsborg in der GET-ligaen begonnen hatte, wechselte er im Oktober 2011 zunächst auf Leihbasis und Anfang November 2011 schließlich fest zum HV71 aus der schwedischen Elitserien.
2013 kehrte er nach Norwegen zurück und wurde von den Stavanger Oilers unter Vertrag genommen. Mit den Oilers gewann er 2014 den IIHF Continental Cup und wurde viermal in Folge norwegischer Meister.
Im April 2017 gaben die Krefeld Pinguine die Verpflichtung Kristiansens bekannt, dieser kehrte jedoch schon im Oktober des gleichen Jahres nach nur 17 Einsätzen zu seinem Heimatverein Sparta Sarpsborg zurück.
Seit 2019 spielt er wieder für die Stavanger Oilers und gewann mit diesen 2022 und 2023 die norwegische Meisterschaft.

### International
Für Norwegen nahm Kristiansen im Juniorenbereich an den U18-Weltmeisterschaften 2006 in der Top-Division und 2007 in der Division I sowie den U20-Weltmeisterschaften 2008 und 2009 jeweils in der Division I teil. 
Im Seniorenbereich stand er erstmals bei der Weltmeisterschaft 2011 im Aufgebot seines Landes. Auch an der Weltmeisterschaft 2012 nahm er mit den Skandinaviern teil. Obwohl er auch in den Folgejahren weiterhin in die norwegische Nationalmannschaft berufen wurde, wurde er bisher nicht mehr für Weltmeisterschaften nominiert. Lediglich bei der erfolgreichen Olympiaqualifikation für die Winterspiele in Pyeongchang 2018 stand er noch einmal in einem Turnierkader.

## Erfolge und Auszeichnungen
- 2011 Norwegischer Meister mit Sparta Sarpsborg
- 2014 Gewinn des IIHF Continental Cups mit den Stavanger Oilers
- 2014 Norwegischer Meister mit den Stavanger Oilers
- 2015 Norwegischer Meister mit den Stavanger Oilers
- 2016 Norwegischer Meister mit den Stavanger Oilers
- 2017 Norwegischer Meister mit den Stavanger Oilers
- 2022 Norwegischer Meister mit den Stavanger Oilers
- 2023 Norwegischer Meister mit den Stavanger Oilers

## Statistik
(Stand: Ende der Saison 2016/17)